# أو كا-جي آل أي
أو كا-جي آل أي (بالروسية: ОК-ГЛИ) (تعيين وكالة الفضاء الروسية: BST-02) مكوك فضاء سوفيتي، شُيد عام 1984، أطلق للفضاء الخارجي لأول مرة سنة 1985، توقف عن العمل سنة 1988 بعد 25 رحلة لتجارب حول الأرض قام بها، وهو معروض حالياً في أحد متاحف ألمانيا.
كان المكوك استكمال لبرنامج الفضاء السوفياتي الذي بدأ أوائل العقد 1970 لمنافسة الولايات المتحدة في برنامجها الفضائي (بالإنجليزية: Space Shuttle program)‏ في زمن الحرب الباردة بين الدولتين، شيد مشروع المكوك سنة 1984 وزود بأربعة محركات نفاثة من طراز AL-31.

## بعد انتهاء الخدمة

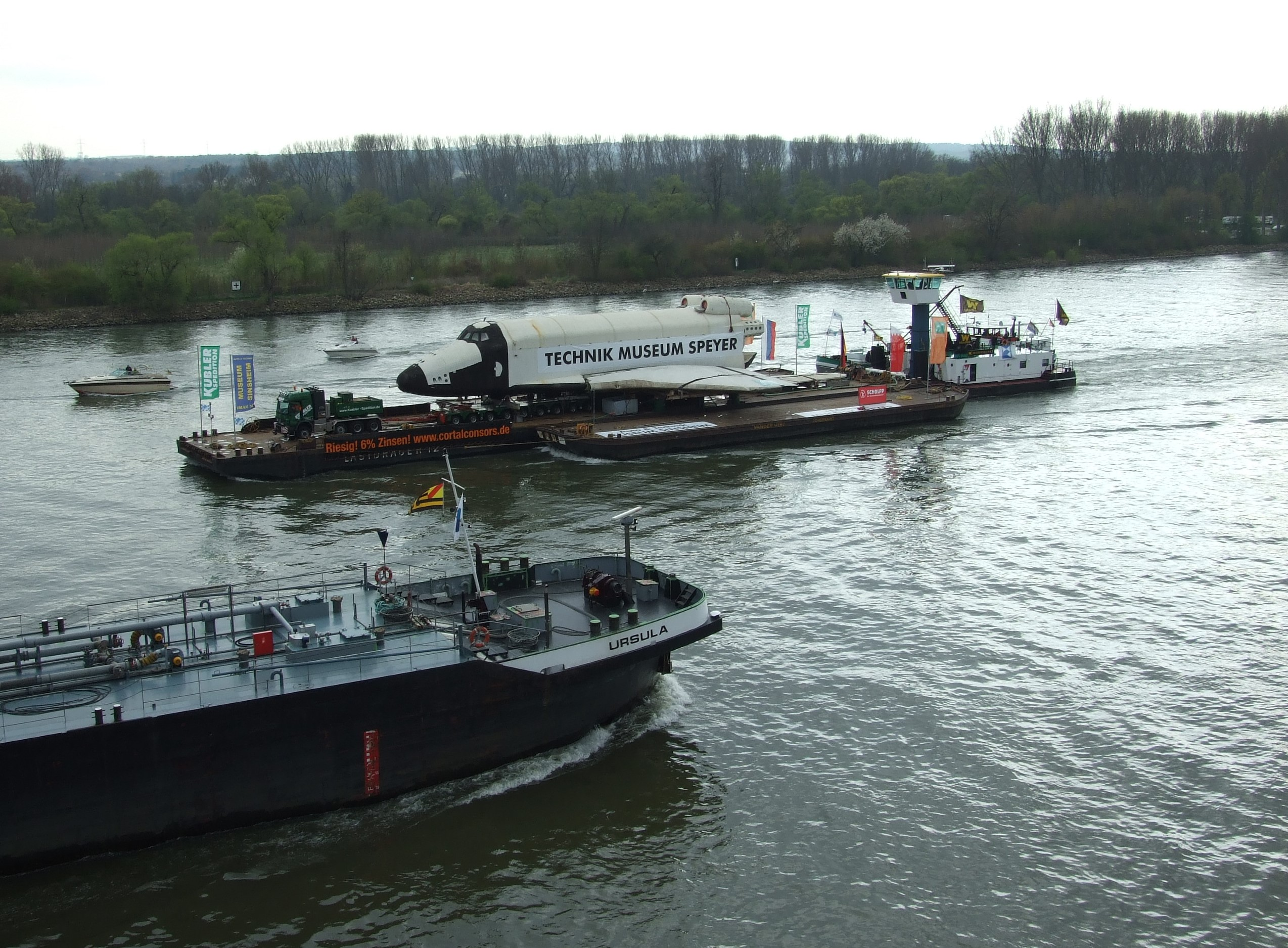
أو كا-جي آل أي عند نهر الراين، نقل بالسفن إلى متحف التكنولوجيا في شباير

بعد توقف برنامج الفضاء السوفياتي خزن المكوك في أحد مواقف مراكز بحوث الطيران في روسيا أواسط عقد 1990، سنة 2000 بيع المكوك لاحد مراكز الفضاء الأسترالية، ونقل إلى سيدني، عرض المكوك بين عاميّ 2002-2004 في البحرين، تم شراء المكوك في 2005 من قبل مجموعة من الألمان سنة 2005، لكن لمسائل قانونية تعذر نقله إلى ألمانيا آنذاك، وبقي حتى سنة 2008 ونقل عن طريق البحر إلى ألمانيا، وهو معروض حالياً في أحد المتاحف في مدينة شباير الألمانية.

## اقرأ أيضا
- بوران (مكوك فضاء).
- مكوك الفضاء إنتربرايز.
- برنامج مكوك الفضاء.